# Eucithara villaumeae
Eucithara villaumeae is een slakkensoort uit de familie van de Mangeliidae. De wetenschappelijke naam van de soort is voor het eerst geldig gepubliceerd in 2008 door Kilburn & Dekker.